# Thierry Harcourt
 (mai 2024).
Si vous disposez d'ouvrages ou d'articles de référence ou si vous connaissez des sites web de qualité traitant du thème abordé ici, merci de compléter l'article en donnant les références utiles à sa vérifiabilité et en les liant à la section « Notes et références ».
Thierry Harcourt est un acteur et metteur en scène français.

## Biographie
Après une formation pour devenir comédien, Thierry Harcourt travaille à Europe 1 puis comme régisseur sur les plateaux de cinéma. Il est aussi administrateur du théâtre des Bouffes du Nord.
Bilingue, il partage son activité d'acteur et de metteur en scène entre Londres et Paris.

## Théâtre

### Comédien
- 1995
  - A Little Night Music
  - The Prince’s Play
  - In Bed With Magritte
- 1999 : Antigone
- 2018 / 2019 : Une actrice
- 2024 : La Veuve rusée de Carlo Goldoni, mise en scène Giancarlo Marinelli, théâtre des Bouffes Parisiens

### Metteur en scène
- 1997
  - Frenzy for Two, de Jean Cocteau et Eugène Ionesco
  - Exit the King d’Eugène Ionesco
  - Crystal Clear de Phil Young
- 1998
  - What you get and what you expect de Jean-Marie Besset, adapté par Jeremy Sams
  - La Crème de la crème, adaptation de La Fleur des pois d’Édouard Bourdet
- 1999 : Outrage aux mœurs, les trois procès d’Oscar Wilde de Moisés Kaufman
- 2001 : Nuit dans les jardins d'Espagne (Moulins à paroles) d'Alan Bennett, adaptation Jean-Marie Besset
- 2002
  - Shopping and Fucking de Mark Ravenhill (adaptation d'Agathe Teyssier et Dominique Deschamps)
  - Polyeucte de Pierre Corneille
- 2003 : Le Talentueux Mr Ripley de Phyllis Nagy (adaptation de Laurent Sillan)
- 2004
  - Faux Départ de Jean-Marie Chevret
  - Playing Away de Chris Sykes
  - Mr and Mrs M./Video and Juliet de Chris Sykes et Simon Brett
- 2006
  - Orange mécanique d'après Anthony Burgess
  - Le Bel Indifférent de Jean Cocteau
  - Cher menteur
  - Arsenic et vieilles dentelles de Joseph Kesselring (adaptation de Laurent Sillan)
- 2007
  - Un mari idéal d'Oscar Wilde
  - Nos belles espérances de Laurent Sillan[1]
  - Both sides Now Sian Phillips
- 2008
  - Le Bel Indifférent «Le Cocteau Blues» de Jean Cocteau
  - Le Bal des voleurs de Jean Anouilh
- 2009 : Bon Anniversaire, pour les 60 ans du Festival d'Anjou
- 2010
  - La Papesse américaine d'Esther Vilar et Robert Poudérou
  - Léocadia de Jean Anouilh
- 2011
  - Le Visage émerveillé d'après Anna de Noailles et Ludovic Michel
  - Frères du bled de Christophe Botti
  - La Papesse américaine d'Esther Vilar et Robert Poudérou
- 2012
  - Rose de Martin Sherman, Pépinière Théâtre, avec Judith Magre
  - Stop Search de Dominic Taylor
  - Accalmies Passagères de Xavier Daugreilh
- 2013 : L'Île de Vénus de Gilles Costaz
- 2014 : 3 sœurs + 1 d'après Anton Tchekov
- 2015
  - The Servant de Robin Maugham adapté par Laurent Sillan
  - C'est génial j'adore ! de Jean-Paul Delvor
- 2016
  - Point de rupture de Nicolas Koretzky et Franck Lee Joseph
  - Let's keep smiling
- 2017
  - La Fille sur la banquette arrière de Bernard Slade
  - L'Amante anglaise de Marguerite Duras
  - Abigail's Party de Mike Leigh adapté par Gérald Sibleyras
  - L'Ombre de Stella de Pierre Barillet
  - Feydeau(x) 3 pièces courtes de Georges Feydeau
- 2018
  - La Collection d'Harold Pinter
  - Une actrice de Philippe Minyana
  - Interview de Theodor Holman
- 2019
  - Une actrice de Philippe Minyana
  - Le désir attrapé par la queue de Pablo Picasso
  - Le journal d'un Fou de Nicolas Gogol, avec Antony de Azevedo
  - Discours, avec Julian Marandi
- 2021
  - Une vie allemande de Christopher Hampton avec Judith Magre
  - The Laramie project de Moises Kaufman
  - Nais de Marcel Pagnol
- 2022
  - Au scalpel d'Antoine Rault avec Bruno Salomone et Davy Sardou
  - George Dandin de Molière
- 2023 : S'abandonner à vivre, avec Judith Magre, Poche Montparnasse
- 2024
  - Les Chaises d'Eugène Ionesco, Lucernaire
  - Pauvre Bitos ou le Dîner de têtes de Jean Anouilh, théâtre Hébertot

### Spectacles musicaux
- 1997 : Marlene
- 1998 : Falling in love again an evening with Siân Phillips
- 1999 : Froggy Style
- 2000 : L'Air de Paris, de Jacques Pessis
- 2002 : Tristan et Iseult, de Jacques Berthel et Marc Demelemester, Espace Cardin
- 2004 : Les 3 Éléments

## Filmographie

### Acteur

#### Cinéma
- 1998 : The big swap - Libre-échange : Tony
- 1999 : Fish & Chips : Étienne Francois
- 2015 : Grace Stirs Up Success : Jean Luc Pernaud
- 2019 : Holy Lands d'Amanda Sthers : Lawrence
- 2023 : Le Successeur de Xavier Legrand : Directeur communication
- 2024 : Bonjour tristesse de Durga Chew-Bose : Charles Webb

#### Séries télévisées
- 1994 : The cardboard box : Marcel Jacottet
- 1998 : The Bill : Joseph Chobrini
- 2006 : Boulevard du Palais : Mac Kendrick
- 2014 : Rosemary's Baby : Doctor Corte
- 2015 : Versailles : Le Nôtre

##### Téléfilms
1998 : Frenchman's Creek : Jean-Jacques

### Réalisateur
- 2004 : Venise A/R
- 2005 : Photo de famille (court métrage)